# Temporada de huracanes del Atlántico de 1899
La temporada de huracanes del Atlántico de 1899 se prolongó durante todo el verano y la primera mitad del otoño de 1899. La temporada estuvo en el promedio, con 9 tormentas tropicales, de los cuales cinco se convirtieron en huracanes.

## Tormentas

### Tormenta tropica Uno

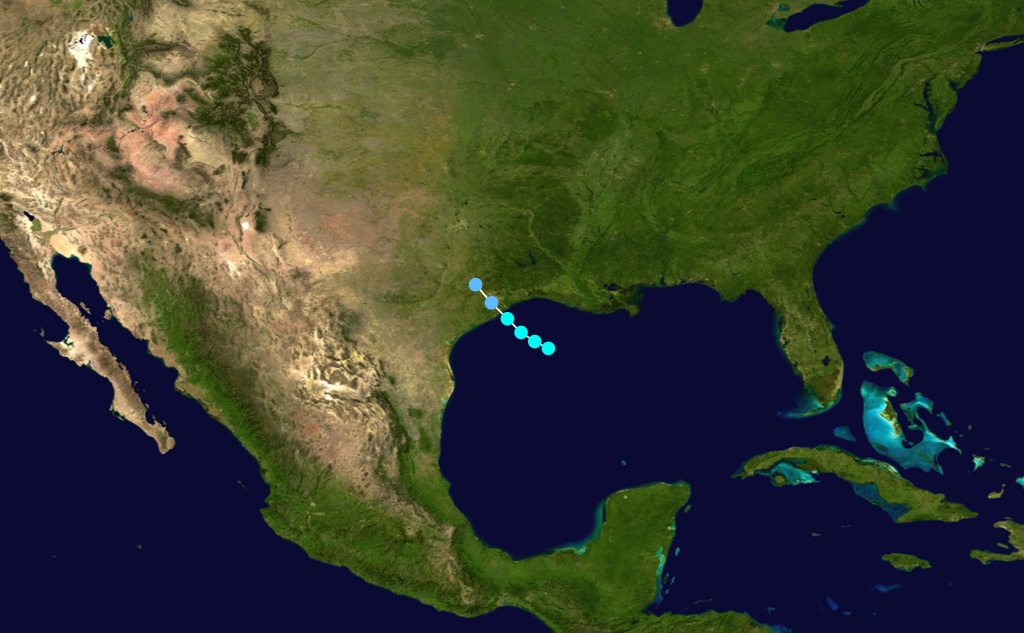
Ruta tormenta.

La primera tormenta tropical de la temporada se detectó por primera vez en el norte del golfo de México como una tormenta tropical. Llegó a tierra en Texas el día 27, pero se debilitó rápidamente a una depresión tropical y luego se disipó.

### Huracán Dos

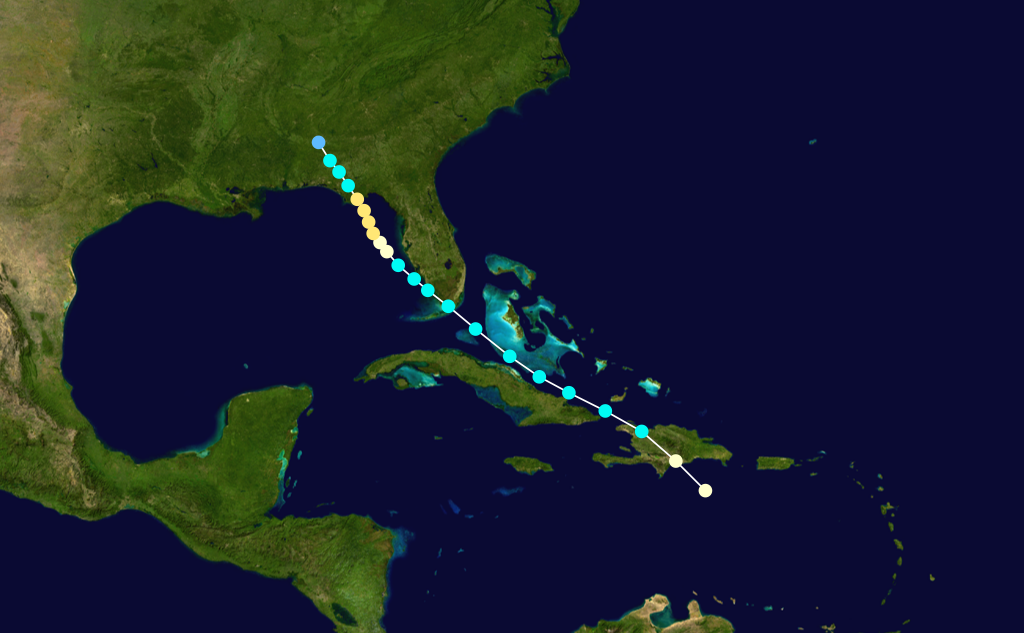
Ruta tormenta.

Un huracán golpeó el sur de La Española el 28 de julio. Se movió hacia el noroeste, y se debilitó a tormenta tropical. Se movió por el golfo de México, alcanzando un máximo de vientos de 158 km/h, y golpeó Florida el 1 de agosto haciendo mucho daño. El huracán se disipó poco después, causó 6 muertos y 575.000 dólares en daños (1899 dólares).

### Huracán Tres

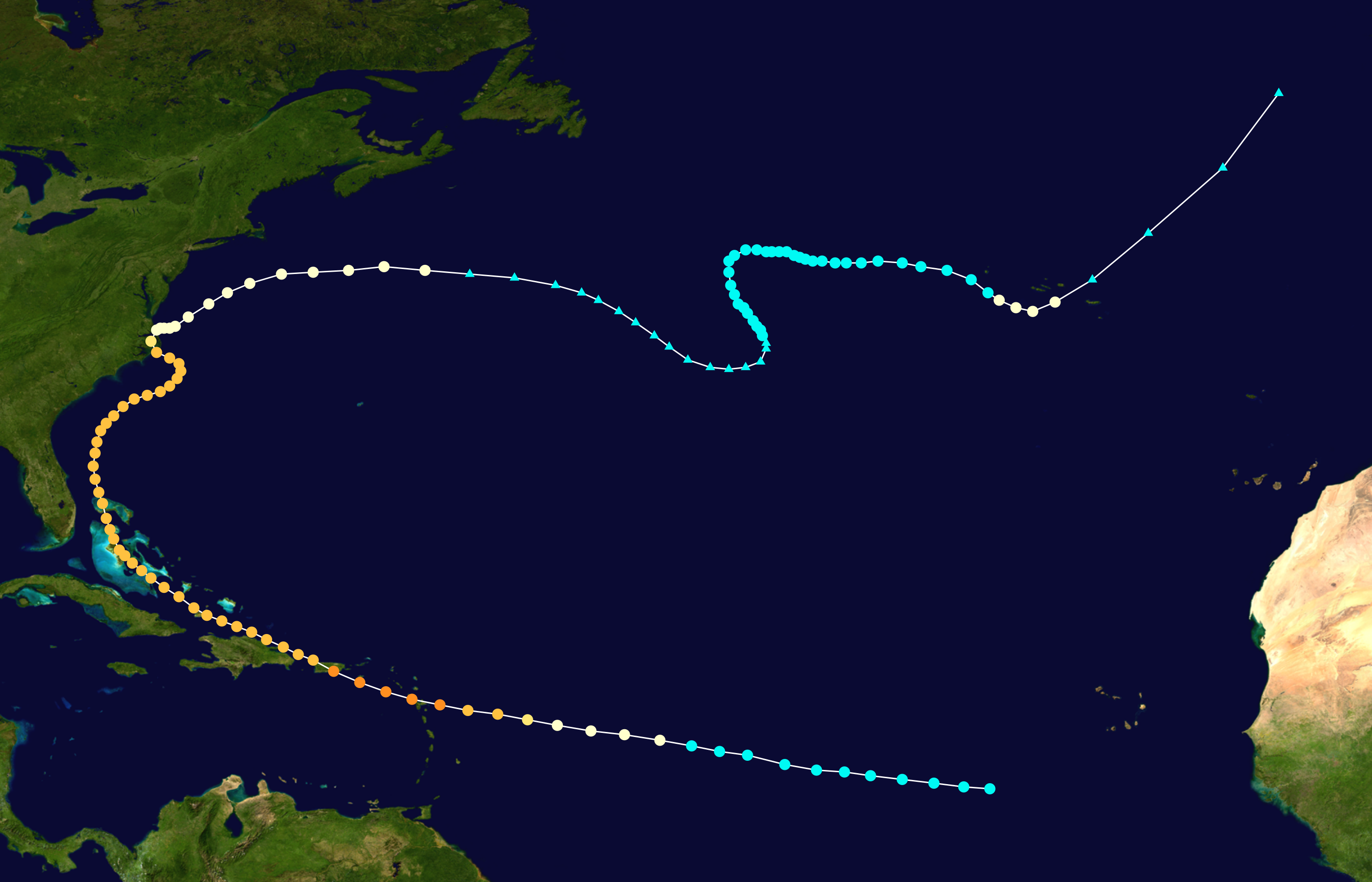
Ruta tormenta.

La siguiente tormenta, conocida como El Huracán San Ciriaco, formado el 3 de agosto a mitad de camino entre África y América del Sur en el Atlántico. Sigue hacia el oeste, atacando las Antillas Menores y llegó a tierra en Puerto Rico como un huracán de categoría 4 con vientos de 250 km/h el 8 de agosto el día de San Ciriaco. El huracán estaba empatado con el huracán Ginger como el más largo de la historia, que duró 31 días, 28 de las cuales son tropicales.

### Huracán Cuatro

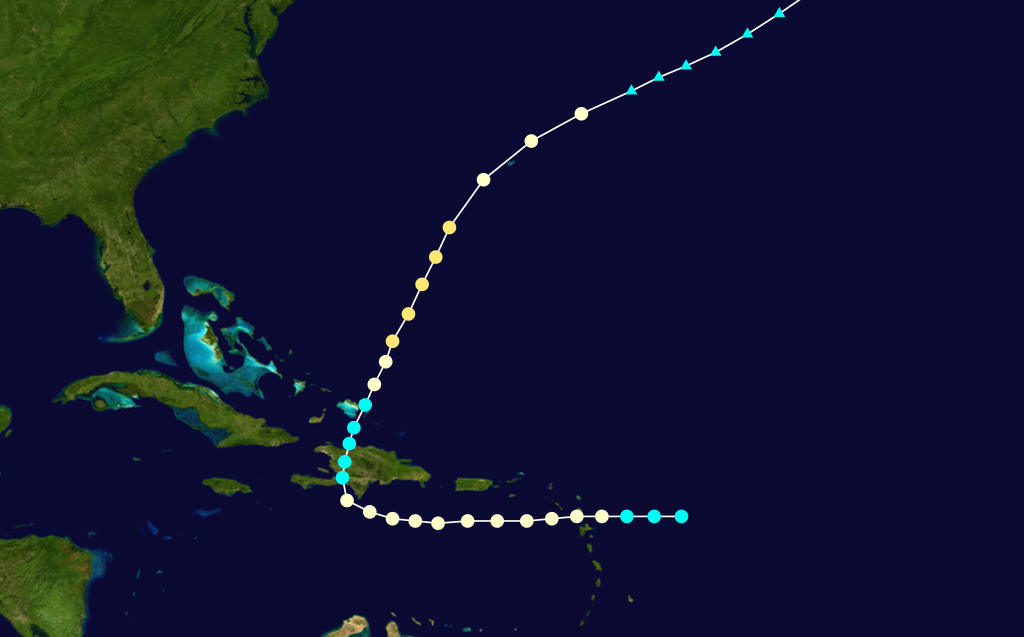
Ruta tormenta.

Otra tormenta formada al este de las Antillas Menores el 29 de agosto de 1899. Se movió hacia el oeste a través de las islas, giró hacia arriba y golpeó Haití con categoría 1 y vientos de 129 km/h.. A continuación, atravesó las Bahamas como un huracán categoría 2 con vientos de 166 km/h. Se trasladó al norte-noroeste hacia el Atlántico, donde siguió rondando hasta que finalmente se disipó el 8 de septiembre.

### Huracán Cinco

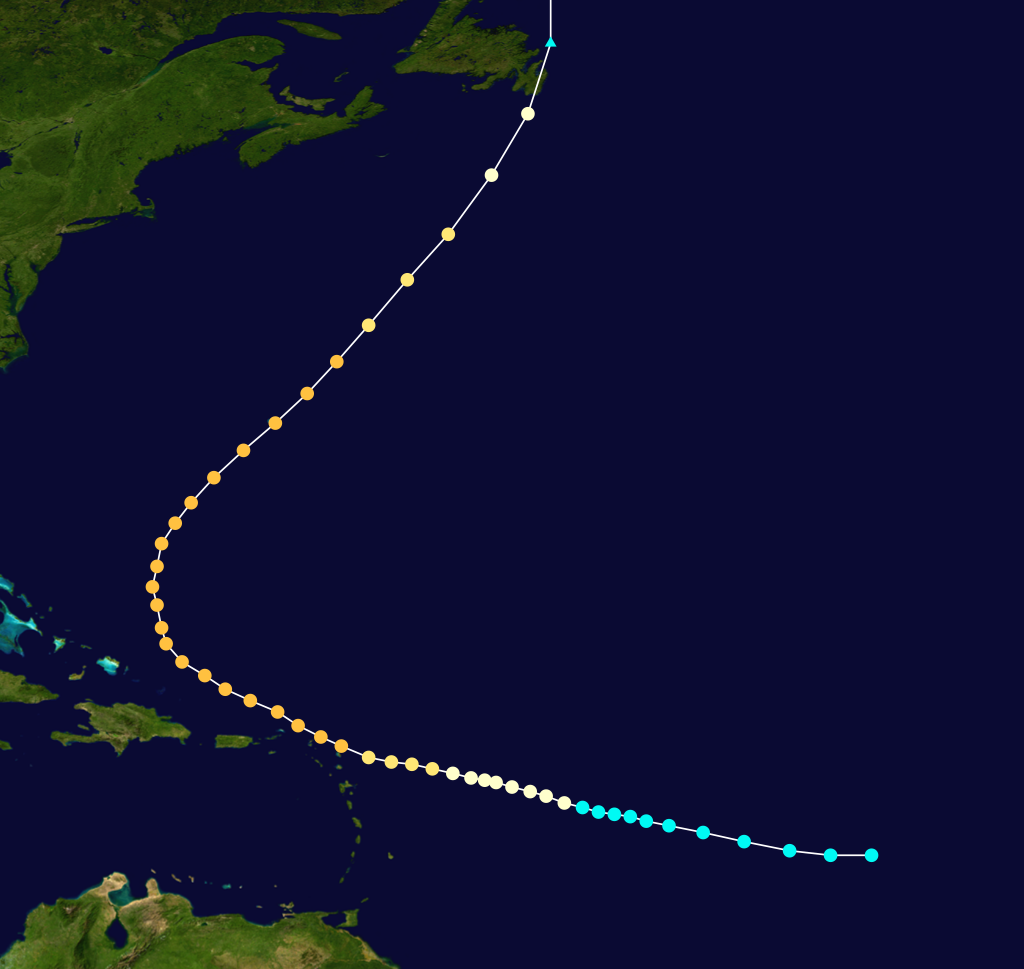
Ruta tormenta.

Se formó a mitad de camino entre África y América del Sur el 3 de septiembre. Moviéndose hacia oeste-noroeste y llegando a categoría 3 con vientos de 185 km/h sin llegar a golpear tierra.

### Tormenta tropical Seis

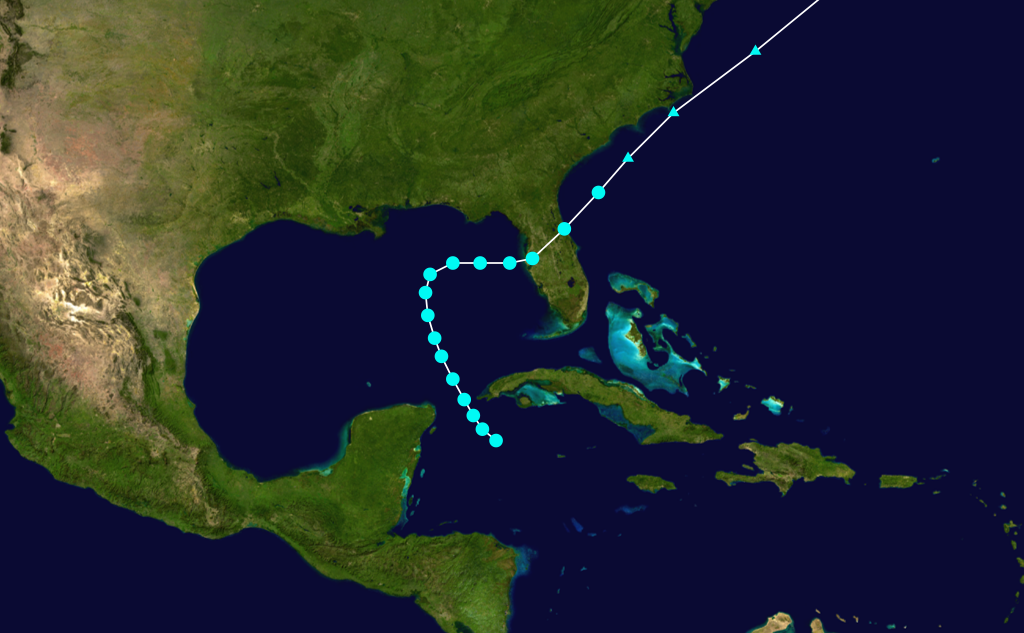
Ruta tormenta.

Una tormenta formada al sur de Cuba el 2 de octubre. Rodeó Cuba y tocó tierra en Gainesville, Florida como una tormenta tropical con vientos de 72 km/h. Salió al mar y golpeó la región oriental de la costa de Canadá. Se disipó el 8 de octubre.

### Tormenta tropical Siete

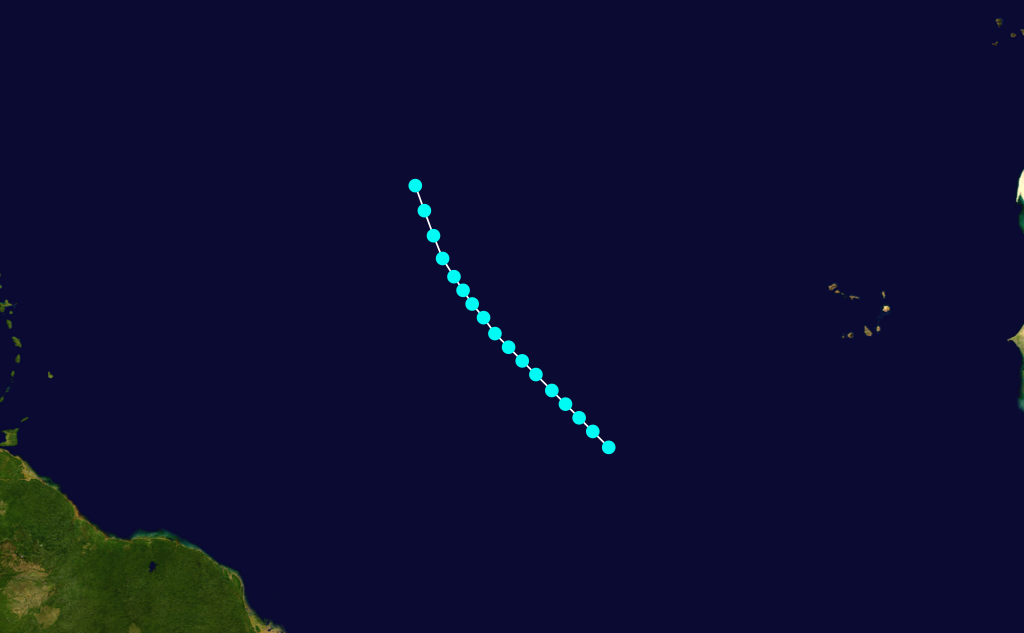
Ruta tormenta.

Existió desde el 10 de octubre hasta el 14 de octubre, alcanzando un pico de intensidad de vientos de 75 km/h.

### Tormenta Tropical Ocho

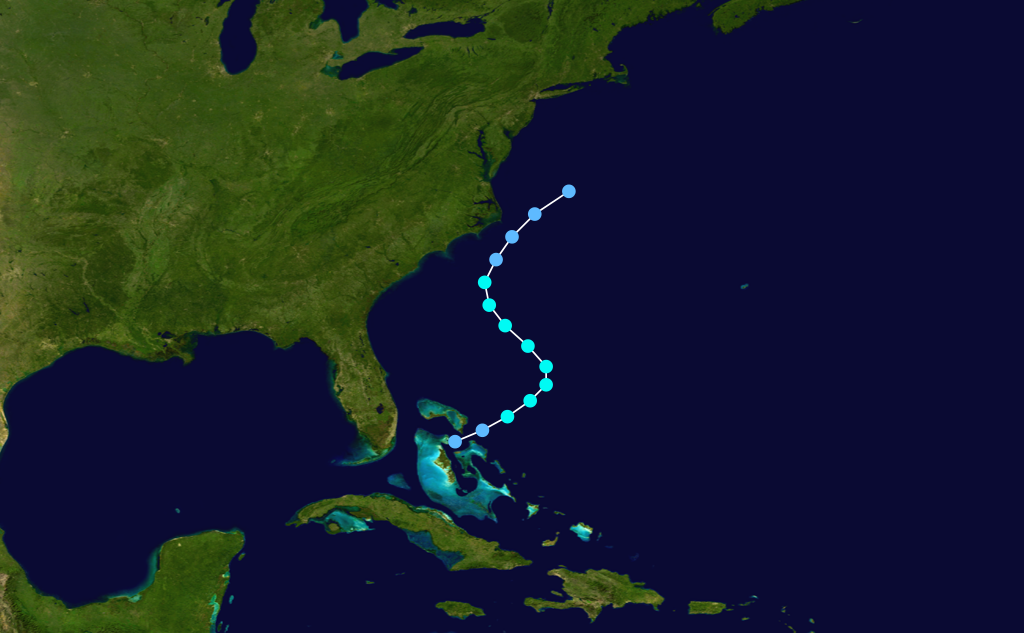
Ruta tormenta.

Se formó al norte de Panamá, el 26 de octubre de 1899. Continuó hacia al norte y golpeó Cuba como un huracán de categoría 1 con vientos de 129 km/h y Carolina del Sur con vientos de 145 km/h. Se convirtió en extratropical el 1 de septiembre después de causar daños moderados.

### Tormenta tropical Nueve

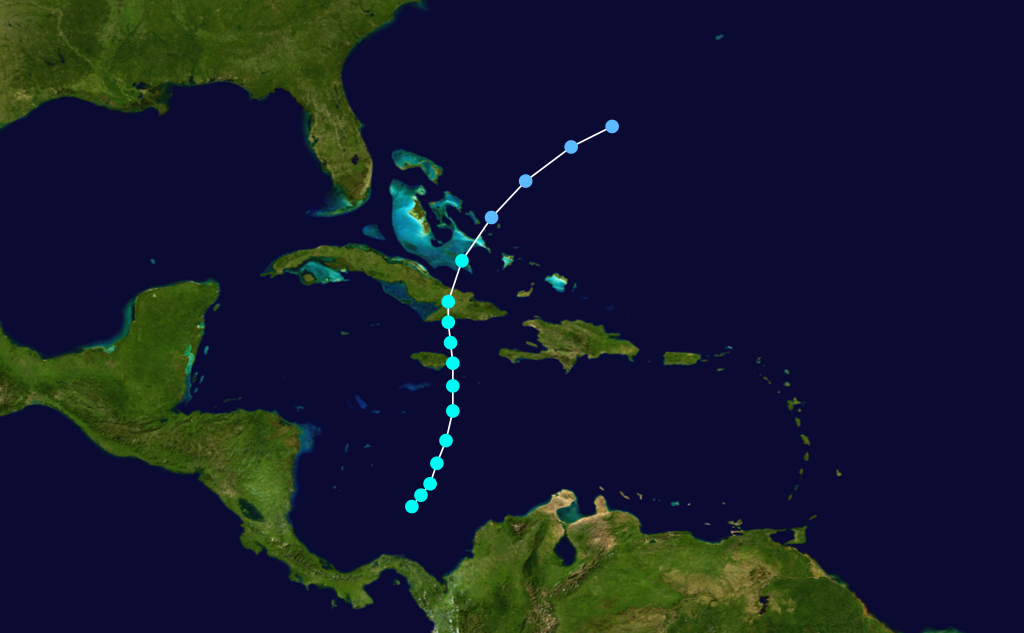
Ruta tormenta.

Otra tormenta formada al norte de Panamá, el 7 de noviembre de 1899. Se trasladó al norte para golpear Cuba, pero se disipó el 10 antes de causar daño alguno a la tierra.